# Carlos Leal (astronomo)
| 127870 Vigo           | 24 marzo 2003  |
| 128166 Carora         | 27 agosto 2003 |
| 149528 Simónrodríguez | 24 marzo 2003  |
| 159776 Eduardoröhl    | 2 maggio 2003  |
| 161278 Cesarmendoza   | 24 marzo 2003  |
| 196476 Humfernández   | 2 maggio 2003  |
| 201497 Marcelroche    | 2 maggio 2003  |

Carlos Leal (Carora, ...) è un astronomo venezuelano.

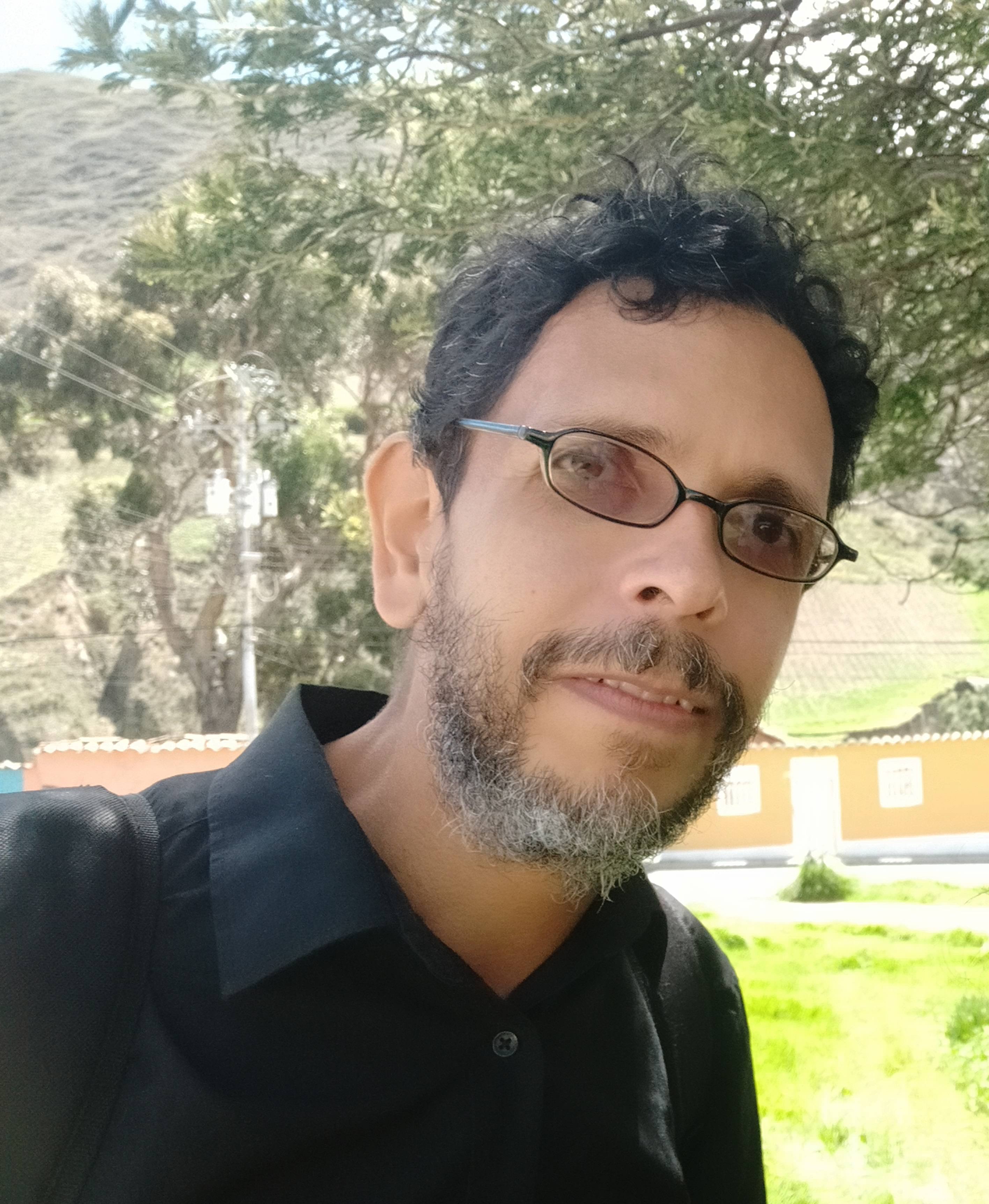

Il Minor Planet Center gli accredita la scoperta di sette asteroidi, effettuate tutte nel 2003 in collaborazione con Ignacio Ramón Ferrín Vázquez, suo professore di fisica all'Università delle Ande a Mérida.